# Pachnobia hyperborea
Pachnobia hyperborea là một loài bướm đêm trong họ Noctuidae.